# Escudo de Vilaplana
El escudo de armas de Vilaplana es un símbolo del municipio español de Vilaplana y se describe, según la terminología precisa de la heráldica, por el siguiente blasón:

«Escudo en losange de ángulos rectos cortado: 1º de plata y 2º de sinople; resaltando sobre la partición una villa de gules cerrada de sable. Al timbre, una corona mural de villa.»

## Diseño
La composición del escudo está formada sobre un fondo en forma de cuadrado apoyado sobre una de sus aristas, llamado escudo de ciudad o escudo embaldosado, según la configuración difundida en Cataluña al haber sido adoptada por la administración en sus especificaciones para el diseño oficial de los municipios de las entidades locales, con una partición horizontal (cortado) creando dos cuarteles diferentes, el primero, que es el de arriba, de color plateado o blanco (argén, también llamado plata) y el segundo cuartel, el de la parte inferior, de color verde (sinople). Como carga principal aparece encima de los cuarteles (resaltado sobre la partición) una representación heráldica de una villa, de color rojo intenso (gules) con puertas y ventanas (cerrada) en negro (sable).
El escudo está acompañado en la parte superior de un timbre en forma de corona mural, que es la adoptada por la Generalidad de Cataluña para timbrar genéricamente a los escudos de los municipios. En este caso, se trata de una corona mural de villa, que básicamente es un lienzo de muralla amarillo (oro) con puertas y ventanas en negro (cerrado de sable), con ocho torres almenadas, cinco de ellas vistas.

## Historia
El ayuntamiento inició el expediente de adopción del escudo heráldico el 21 de septiembre de 2009. El blasón fue aprobado por el Ayuntamiento el 27 de enero de 2010. El Instituto de Estudios Catalanes dictaminó favorablemente la propuesta del escudo el 18 de marzo de 2010 y fue publicado en el DOGC nº 5.620 de 3 de mayo de 2010.
Se trata de armas parlantes, la villa (vila en catalán) representa al nombre del municipio. Durante el siglo XIX el municipio ya utilizaba sellos con edificios yuxtapuestos en representación de una villa.